# Фронт борцов за свободу Афганистана
Фронт борцов за свободу Афганистана (перс. جبهه مبارزان آزادی افغانستان‎) — Афганская коммунистическая маоистская группировка, созданная в результате объединения четырёх мелких маоистских организаций в 1979 году. Координировала свои действия с другими маоистскими группировками и Национальным фронтом спасения Афганистана. Группировка участвовала в Бала-Хиссарском восстании в августе 1979 года.
Глава группировки Мавлави Дауд был убит людьми Гульбеддина Хекматияра в ноябре 1986 года. В связи с убийством лидера группировки организация прекратила своё существование.